# Anel Diesel
- Este artigo foi inicialmente traduzido, total ou parcialmente, do artigo da Wikipédia em alemão cujo título é «Dieselring», especificamente desta versão.

O Anel Diesel (em alemão:  Dieselring) de ouro é concedido anualmente desde 1955 pela "Associação dos Jornalistas sobre Motores" (em alemão:  Verband der Motorjournalisten e.V. (VdM)) a pessoas que prestaram serviços especiais para a elevação da segurança do trânsito rodoviário e para a redução das consequências de acidentes.
O prêmio recebeu o nome Anel Diesel porque um fragmento de um parafuso do primeiro motor experimental de Rudolf Diesel foi incorporado ao anel. Com este intuito em 21 de junho de 1954 foi retirado um pedaço de um parafuso do primeiro motor experimental diesel, motor este pertencente ao Museu MAN em Augsburgo.

## Agraciados
- 1955: Walter Linden
- 1956: Consul Erhard Vitger
- 1957: Paul Gülker
- 1958: Hans Bretz
- 1959: Hubert van Drimmelen
- 1960: Rudolf Hillebrecht
- 1961: Fritz Nallinger
- 1962: Ernst Jacobi, Ernst Meyer, Ernst Stiefel
- 1963: Georg Geiger
- 1964: Willi Weyer
- 1965: Wilhelm Leutzbach, Bruno Wehner
- 1966: Johannes Schlums
- 1967: Gerhard Munsch
- 1968: Herrmann Jaeger
- 1969: Rudolf Frey
- 1970: Paul W. Hoffmann
- 1971: Ernst Fiala
- 1972: Richard Zechnall
- 1973: Karl Luff , Siegfried Steiger
- 1974: Max Danner
- 1975: Hans Scherenberg
- 1976: Johann Heinrich von Brunn
- 1977: Manfred Schreiber
- 1978: Richard Spiegel
- 1979: Hans J. Schwepcke ,  Felix Mottl
- 1980: Konrad Pfundt
- 1981: Gerhardt Schork
- 1982: Fritz Oswald
- 1983: Pater Paul-Heinz Guntermann
- 1984: Udo Undeutsch
- 1985: Rolf Moll
- 1986: Werner Dollinger
- 1987: Berndt Gramberg-Denielsen,  Erwin Hartmann
- 1988: Heinrich Praxenthaler
- 1989: Peter Brägas
- 1990: Peter Sefrin
- 1991: Wolfgang Bouska
- 1992: Wolfgang Lincke,  Friedrich W. Lohr
- 1993: Eberhard Hemminger
- 1994: Kay-Jürgen Schröder
- 1995: Klaus Langwieder
- 1996: Erika Emmerich
- 1997: Dieter Ellinghaus
- 1998: Rudolf Günther
- 1999: Volker Meewes
- 2000: Armin Müller,  Anton Th. van Zanten
- 2001: Max Mosley
- 2002: Bob Lee
- 2003: Manfred Bandmann
- 2004: Dieter Anselm
- 2005: Hans-Joachim Schmidt-Clausen
- 2006: Hartmut Marwitz
- 2007: Peter Hupfer
- 2008: Dieter-Lebrecht Koch
- 2009: Elmar Frickenstein
- 2010: Dietmar Otte
- 2011: Kurt Bodewig
- 2012: Julia Seifert
- 2013: Rodolfo Schöneburg
- 2014: Ulrich Hackenberg
- 2015: Dieter Müller
- 2016: Walter Eichendorf